# Idioma protosapiens
El idioma protosapiens o idioma protomundo se refiere a un idioma conjeturado por teorías basadas en la hipótesis monogenética, la cual fue enunciada inicialmente por Trombetti en 1905. De acuerdo con estas teorías habría existido un antiguo idioma (parcialmente reconstruible por los métodos de la lingüística histórica) que sería el antecesor común más reciente de todos los idiomas humanos, y por ende el cual habría sido el origen de las lenguas (idiomas) de la humanidad. Sin embargo, otros autores han expresado dudas sobre la posibilidad de reconstruir un idioma para una profundidad temporal muy superior a 5000 años.

## Antigüedad
Algunos defensores de la hipótesis monogenética han intentado reconstruir aspectos parciales del idioma protosapiens o protomundo. Estos intentos no han tenido demasiado éxito y han sido ampliamente criticados. La gran mayoría de los especialistas en lingüística histórica consideran que los métodos usados para dicha tarea no son capaces de llevar a una reconstrucción fiable, aun suponiendo que haya existido tal idioma y que, por tanto, la hipótesis monogenética sea correcta. De hecho, existe cierto consenso en que los métodos de la lingüística histórica difícilmente permiten reconstruir idiomas que hubieran podido existir hace más de 6000 o 7000 años. Las estimaciones glotocronológicas sitúan el proto-indoeuropeo hace casi 7000 años, el proto-sinotibetano hace 6000 años, y la mayoría de familias para las que se ha podido reconstruir bastante claramente la proto-lengua original por debajo de los 5000 años.
En cuanto a la monogénesis lingüística como punto de partida, se ha teorizado que, de haber existido un único idioma original para toda la humanidad, este habría perdido su unidad en su cuna africana hace 100 000 años, el tiempo de separación mínimo que han estimado los genetistas y arqueólogos para explicar la diversidad genética del género humano actual a partir de un hipotético grupo originario.

## Discusión de las evidencias

### Cognados
Aunque varios lingüistas han planteado dudas sobre la posibilidad de identificar pruebas de parentesco entre idiomas, cuyo tiempo de divergencia es muy superior a 5000 o 6000 años, varios partidarios de la hipótesis de la existencia del protosapiens han aducido la posible existencia de varios cognados «globales»:
*aq'wa: ‘agua’
*tik: ‘dedo’, ‘uno’
*pal: ‘dos’
*apa o papa: ‘padre’, ama o mama: ‘madre’

### Evidencia genética
Aunque la evidencia genética basada en los hablantes de los idiomas no constituye una base sólida para confirmar o refutar las hipótesis lingüistas, se sabe que existe una cierta correlación entre la clasificación genética de las poblaciones humanas y la clasificación filogenética de los idiomas que hablan los diversos grupos humanos. En este sentido, es particularmente relevante el trabajo del genetista italiano Luigi Luca Cavalli-Sforza (1922-2018).
Por esa razón, algunos de los apologistas en favor de la reconstructibilidad del protosapiens, como el lingüista estadounidense Merritt Ruhlen (1944-), señalan que el trabajo de Cavalli-Sforza parece confirmar alguno de los parentescos de largo alcance propuestos por él mismo y otros lingüistas.
Puesto que hoy en día nadie duda de la monogénesis genética de los grupos humanos, eso hace más plausible que también sea correcta la monogénesis lingüística de los idiomas humanos. Y el hecho de que las clasificaciones lingüísticas se asemejen a las clasificaciones basadas en genes, representa para algunos una confirmación de la existencia de un idioma humano ancestral asociado a los primeros grupos de Homo sapiens modernos que se dispersaron por el planeta.
Sin embargo, si bien la evidencia genética podría apoyar la monogénesis lingüística, difícilmente apoya la validez de la reconstructibilidad del supuesto idioma protosapiens, que es un hecho que no sigue ni siquiera la hipótesis de la monogénesis lingüística.

### Vocabulario
Se ha propuesto un número de posibles cognados, sobre la base de similitudes entre el sonido y el significado de las formas en los idiomas a lo largo de todo el mundo. El más conocido de este tipo es la lista de vocabulario (1994) de Bengtson y Merritt Ruhlen, donde se identifican 27 «etimologías mundiales». El siguiente cuadro, adaptado de Ruhlen (1994b), enumera una selección de estas formas:
| idioma               | ¿quién? | ¿qué? | dos     | agua    | uno/ dedo | brazo (1) | brazo (2) | curva/ rodilla | pelo  | vagina | olor/ nariz |
| -------------------- | ------- | ----- | ------- | ------- | --------- | --------- | --------- | -------------- | ----- | ------ | ----------- |
| joisán               | !kū     | ma    | /kam    | k´´ā    | //kɔnu    | //kū      | ≠hā       | //gom          | /ʼū   | !kwai  | č’ū         |
| nilosahariano        | na      | me    | ball    | nki     | tok       | kani      | boko      | kutu           | sum   | buti   | čona        |
| níger-kordofaniano   | nani    | ni    | bala    | engi    | dike      | kono      | boko      | boŋgo          |       | butu   |             |
| afroasiático         | k(w)    | ma    | bwVr    | ak’wa   | tak       | ganA      |           | bunqe          | somm  | put    | suna        |
| kartveliano          | min     | ma    | yor     | rts’q’a | ert       | t’ot’     | qe        | muql           | toma  | putʼ   | sun         |
| drávido              | yāv     | yā    | iraṇṭu  | nīru    | birelu    | kaŋ       | kay       | meṇḍa          | pūṭa  | počču  | čuṇṭu       |
| eurasiático          | kwi     | mi    | pālā    | akwā    | tik       | konV      | bhāghu(s) | bük(ä)         | punče | p’ut’V | snā         |
| amerindio            | kune    | mana  | p’āl    | akwā    | dɨk’i     | kano      | boko      | buka           | summe | butie  | čuna        |
| sinocaucásico        | kwi     | ma    | gnyis   | ʔoχwa   | tok       | kan       | boq       | pjut           | tshām | putʼi  | suŋ         |
| áustrico             | o-ko-e  | m-anu | ʔ(m)bar | namaw   | ntoʔ      | xeen      | baγa      | buku           | śyām  | betik  | iǰuŋ        |
| indopacífico         |         | mina  | boula   | okho    | dik       | akan      | ben       | buku           | utu   |        | sɨnna       |
| australiano aborigen | ŋaani   | minha | bula    | gugu    | kuman     | mala      | pajing    | buŋku          |       | puda   | mura        |

Basándose en la lista de cognados anterior, Merritt Ruhlen (1994b:105) propone la siguiente lista de términos para el idioma antecesor de los idiomas de la humanidad o protosapiens:
| idioma       | ¿quién? | ¿qué? | dos  | agua  | uno/ dedo | brazo (1) | brazo (2) | curva/ rodilla | pelo | vagina | olor/ nariz |
| ------------ | ------- | ----- | ---- | ----- | --------- | --------- | --------- | -------------- | ---- | ------ | ----------- |
| protosapiens | *ku     | *ma   | *pal | *akwa | *tik      | *kani     | *boko     | *buŋku         | *sum | *puti  | *čuna       |

A continuación se muestra la lista de las 27 etimologías de Bengtson y Merritt Ruhlen:
| N.º | Reconstrucción | Glosa            |
| --- | -------------- | ---------------- |
| 1   | aja            | 'pariente'       |
| 2   | buŋku          | ‘curva, rodilla’ |
| 3   | bur            | ‘polvo, ceniza’  |
| 4   | čuna           | ‘olor, nariz’    |
| 5   | kama           | ‘sostener’       |
| 6   | kani           | ‘brazo (1)’      |
| 7   | kati           | ‘hueso’          |
| 8   | kolo           | ‘agujero’        |
| 9   | kuan           | ‘animal’         |
| 10  | ku             | ‘quien’          |
| 11  | kuna           | ‘mujer’          |
| 12  | mako           | ‘niño’           |
| 13  | malikwa        | ‘chupar’         |
| 14  | mana           | ‘quedarse’       |
| 15  | mano           | ‘hombre’         |
| 16  | mena           | ‘pensar’         |
| 17  | ma             | ‘qué?’           |
| 18  | pal            | ‘dos’            |
| 19  | tika           | ‘tierra’         |
| 20  | tik            | ‘dedo’           |
| 21  | akwa           | ‘agua’           |
| 22  | teku           | ‘pierna’         |
| 23  | tsaku          | ‘pie’            |
| 24  | sum            | ‘pelo’           |
| 25  | boko           | ‘brazo (2)’      |
| 26  | par            | ‘mover’          |
| 27  | puti           | ‘vagina’         |
Los paleolingüistas sostienen que las palabras de uso muy frecuente son más estables a lo largo del tiempo, pudiendo remontarse a decenas de miles de años. Además se ha propuesto los siguientes cognados (ver mamá y papá):
- mama = 'madre'
- papa = 'padre'
- kaka = tío por parte de madre

Muchos lingüistas rechazan los métodos utilizados para determinar estas formas y la propia posibilidad de rastreo de formas con más de 10 000 años de antigüedad. Según Lyle Campbell: 

La búsqueda de etimologías mundiales es, en el mejor de los casos, una pérdida de tiempo; en el peor: una vergüenza para la lingüística como disciplina, desgraciadamente confusa y engañosa a los que pudiera parecer a la lingüística para la comprensión en este ámbito.
Campbell y Poser 2008:393

Además, las formas usadas por Ruhlen y Greenberg casi nunca son reconstrucciones de protoidiomas bien demostrados, sino que estos autores escogen de una lista de cognados las formas modernas que muestran mayor parentesco superficial con las formas de idiomas de otras familias. Esa estrategia aumenta sensiblemente el parecido superficial e ignora la diversidad realmente existente. Cuando se trabaja con protoformas sólidamente establecidas algunos de los términos propuestos por Ruhlen pierden gran parte de la similitud superficial.

### Teoría de la evidencia fonética
Un trabajo reciente ha encontrado que el mayor número de fonemas estaría relacionado con las regiones pobladas con mayor antigüedad, en donde la expansión migratoria tiene por característica un efecto fundador, el cual se forma por los cuellos de botella poblacionales, lo que produciría que las poblaciones más alejadas o aisladas reflejen una disminución en el número de fonemas. Un estudio que analiza 504 idiomas vivos encontró que los idiomas que contienen más sonidos se hablan en África y los que contienen menor número están en Sudamérica y en las islas de Oceanía; así pues por ejemplo mientras el hawaiano tiene 13 sonidos, el idioma joisán!Xu llega a 141, existiendo una correlación negativa entre el número de fonemas y la distancia al sur de África. Eso parece ser una evidencia más de que las lenguas humanas modernas proceden del Sur de África, y refuerza la hipótesis de monogénesis lingüística consistente con la existencia de un idioma protosapiens.

## Crítica y controversia
El debate sobre la confiabilidad de los trabajos de la reconstrucción de un hipotético idioma ancestral común en un tiempo a toda la humanidad está estrechamente ligado a la hipótesis de la monogénesis lingüística. La existencia real del protosapiens y la poligénesis de los idiomas humanos se excluyen mutuamente, por lo que solo tiene sentido considerar la posibilidad de reconstrucción del idioma protosapiens bajo la hipótesis monogenética.
Aun para numerosos lingüistas que consideran la hipótesis monogenética como la hipótesis de partida, existen muchas dudas de que algunas características o formas léxicas del idioma protosapiens pudieran ser reconstruibles después de transcurridas varias decenas de miles de años desde su desaparición. Diversos lingüistas han argüido que los métodos de la lingüística histórica no permiten realizar reconstrucciones de protoidiomas mucho más allá de 5000 años, mientras que para el protosapiens la profundidad se situaría en torno a los 100 000 años, a juzgar por los tiempos estimados para la dispersión del Homo sapiens moderno por el globo terrestre.
Por otra parte, existen argumentos probabilísticos que establecen que, dados dos idiomas tomados al azar, hay un número no despreciable de falsos cognados, es decir, de palabras que tienen una pronunciación similar y significados que guardan un cierto parecido. Bajo ciertas hipótesis verosímiles, Mark Rosenfelder estima que el número de dichas coincidencias aleatorias puede estar entre 250 y 300 coincidencias espurias o falsos cognados.
Típicamente, la lingüística histórica puede distinguir muchos de estos falsos cognados comprobando si, dada una lista suficientemente amplia de cognados posibles entre dos idiomas, existen correspondencias fonéticas regulares. Puesto que los proponentes de los cognados del protosapiens no han sido capaces de ofrecer correspondencias fonéticas regulares mediante un uso estricto del método comparativo, muchos lingüistas señalan que las evidencias en favor de las formas reconstruidas del protosapiens pueden ser espurias y no constituyen una prueba probatoria sólida.

## Clasificación de Ruhlen
Merritt Ruhlen y Murray Gell Mann han propuesto una clasificación que es muy polémica, pero que podría confirmar algunas de las relaciones de parentesco (las macrofamilias se marcan con asterisco):

|                  | Joisán*                                                              |
|                  |                                                                      |
| Congo‑sahariano* | \| \| Níger-congoleño* \| \| \| \| \| \| Nilo-sahariano* \| \| \| \| |
|                  | \| \| Níger-congoleño* \| \| \| \| \| \| Nilo-sahariano* \| \| \| \| |
|                  | Níger-congoleño*                                                     |
|                  |                                                                      |
|                  | Nilo-sahariano*                                                      |
|                  |                                                                      |

|  | Níger-congoleño* |
|  |                  |
|  | Nilo-sahariano*  |
|  |                  |

|               | Afroasiático |
|               | |
|               | Dravídico |
|               | |
|               | Karveliano (Cáucaso sur) |
|               | |
| Euroasiático* | \| \| Indoeuropeo \| \| \| \| \| \| Urálico \| \| \| \| \| \| Altaico* \| \| \| \| \| \| Yucaguir \| \| \| \| \| \| Eskimo-aleutiano \| \| \| \| \| \| Chukoto-kamchatka \| \| \| \| |
|               | \| \| Indoeuropeo \| \| \| \| \| \| Urálico \| \| \| \| \| \| Altaico* \| \| \| \| \| \| Yucaguir \| \| \| \| \| \| Eskimo-aleutiano \| \| \| \| \| \| Chukoto-kamchatka \| \| \| \| |
|               | Amerindio* |
|               | |
|               | Indoeuropeo |
|               | |
|               | Urálico |
|               | |
|               | Altaico* |
|               | |
|               | Yucaguir |
|               | |
|               | Eskimo-aleutiano |
|               | |
|               | Chukoto-kamchatka |
|               | |

|  | Indoeuropeo       |
|  |                   |
|  | Urálico           |
|  |                   |
|  | Altaico*          |
|  |                   |
|  | Yucaguir          |
|  |                   |
|  | Eskimo-aleutiano  |
|  |                   |
|  | Chukoto-kamchatka |
|  |                   |

|  | Dené-yeniseas                                |
|  |                                              |
|  | Sinotibetano                                 |
|  |                                              |
|  | Caucásico septentrional / vasco / burushaski |
|  |                                              |

|               | Afroasiático |
|               | |
|               | Dravídico |
|               | |
|               | Karveliano (Cáucaso sur) |
|               | |
| Euroasiático* | \| \| Indoeuropeo \| \| \| \| \| \| Urálico \| \| \| \| \| \| Altaico* \| \| \| \| \| \| Yucaguir \| \| \| \| \| \| Eskimo-aleutiano \| \| \| \| \| \| Chukoto-kamchatka \| \| \| \| |
|               | \| \| Indoeuropeo \| \| \| \| \| \| Urálico \| \| \| \| \| \| Altaico* \| \| \| \| \| \| Yucaguir \| \| \| \| \| \| Eskimo-aleutiano \| \| \| \| \| \| Chukoto-kamchatka \| \| \| \| |
|               | Amerindio* |
|               | |
|               | Indoeuropeo |
|               | |
|               | Urálico |
|               | |
|               | Altaico* |
|               | |
|               | Yucaguir |
|               | |
|               | Eskimo-aleutiano |
|               | |
|               | Chukoto-kamchatka |
|               | |

|  | Indoeuropeo       |
|  |                   |
|  | Urálico           |
|  |                   |
|  | Altaico*          |
|  |                   |
|  | Yucaguir          |
|  |                   |
|  | Eskimo-aleutiano  |
|  |                   |
|  | Chukoto-kamchatka |
|  |                   |

|  | Dené-yeniseas                                |
|  |                                              |
|  | Sinotibetano                                 |
|  |                                              |
|  | Caucásico septentrional / vasco / burushaski |
|  |                                              |

|  | Austroasiático                                                    |
|  |                                                                   |
|  | Miao-yao                                                          |
|  |                                                                   |
|  | \| \| Daico (tai-kadai) \| \| \| \| \| \| Austronesio \| \| \| \| |
|  |                                                                   |
|  | Daico (tai-kadai)                                                 |
|  |                                                                   |
|  | Austronesio                                                       |
|  |                                                                   |

|  | Daico (tai-kadai) |
|  |                   |
|  | Austronesio       |
|  |                   |

|  | Austroasiático                                                    |
|  |                                                                   |
|  | Miao-yao                                                          |
|  |                                                                   |
|  | \| \| Daico (tai-kadai) \| \| \| \| \| \| Austronesio \| \| \| \| |
|  |                                                                   |
|  | Daico (tai-kadai)                                                 |
|  |                                                                   |
|  | Austronesio                                                       |
|  |                                                                   |

|  | Daico (tai-kadai) |
|  |                   |
|  | Austronesio       |
|  |                   |

|  | Indopacífico* |
|  |               |
|  | Australiano*  |
|  |               |

|  | Austroasiático                                                    |
|  |                                                                   |
|  | Miao-yao                                                          |
|  |                                                                   |
|  | \| \| Daico (tai-kadai) \| \| \| \| \| \| Austronesio \| \| \| \| |
|  |                                                                   |
|  | Daico (tai-kadai)                                                 |
|  |                                                                   |
|  | Austronesio                                                       |
|  |                                                                   |

|  | Daico (tai-kadai) |
|  |                   |
|  | Austronesio       |
|  |                   |

|  | Austroasiático                                                    |
|  |                                                                   |
|  | Miao-yao                                                          |
|  |                                                                   |
|  | \| \| Daico (tai-kadai) \| \| \| \| \| \| Austronesio \| \| \| \| |
|  |                                                                   |
|  | Daico (tai-kadai)                                                 |
|  |                                                                   |
|  | Austronesio                                                       |
|  |                                                                   |

|  | Daico (tai-kadai) |
|  |                   |
|  | Austronesio       |
|  |                   |

|  | Indopacífico* |
|  |               |
|  | Australiano*  |
|  |               |

|               | Afroasiático |
|               | |
|               | Dravídico |
|               | |
|               | Karveliano (Cáucaso sur) |
|               | |
| Euroasiático* | \| \| Indoeuropeo \| \| \| \| \| \| Urálico \| \| \| \| \| \| Altaico* \| \| \| \| \| \| Yucaguir \| \| \| \| \| \| Eskimo-aleutiano \| \| \| \| \| \| Chukoto-kamchatka \| \| \| \| |
|               | \| \| Indoeuropeo \| \| \| \| \| \| Urálico \| \| \| \| \| \| Altaico* \| \| \| \| \| \| Yucaguir \| \| \| \| \| \| Eskimo-aleutiano \| \| \| \| \| \| Chukoto-kamchatka \| \| \| \| |
|               | Amerindio* |
|               | |
|               | Indoeuropeo |
|               | |
|               | Urálico |
|               | |
|               | Altaico* |
|               | |
|               | Yucaguir |
|               | |
|               | Eskimo-aleutiano |
|               | |
|               | Chukoto-kamchatka |
|               | |

|  | Indoeuropeo       |
|  |                   |
|  | Urálico           |
|  |                   |
|  | Altaico*          |
|  |                   |
|  | Yucaguir          |
|  |                   |
|  | Eskimo-aleutiano  |
|  |                   |
|  | Chukoto-kamchatka |
|  |                   |

|  | Dené-yeniseas                                |
|  |                                              |
|  | Sinotibetano                                 |
|  |                                              |
|  | Caucásico septentrional / vasco / burushaski |
|  |                                              |

|               | Afroasiático |
|               | |
|               | Dravídico |
|               | |
|               | Karveliano (Cáucaso sur) |
|               | |
| Euroasiático* | \| \| Indoeuropeo \| \| \| \| \| \| Urálico \| \| \| \| \| \| Altaico* \| \| \| \| \| \| Yucaguir \| \| \| \| \| \| Eskimo-aleutiano \| \| \| \| \| \| Chukoto-kamchatka \| \| \| \| |
|               | \| \| Indoeuropeo \| \| \| \| \| \| Urálico \| \| \| \| \| \| Altaico* \| \| \| \| \| \| Yucaguir \| \| \| \| \| \| Eskimo-aleutiano \| \| \| \| \| \| Chukoto-kamchatka \| \| \| \| |
|               | Amerindio* |
|               | |
|               | Indoeuropeo |
|               | |
|               | Urálico |
|               | |
|               | Altaico* |
|               | |
|               | Yucaguir |
|               | |
|               | Eskimo-aleutiano |
|               | |
|               | Chukoto-kamchatka |
|               | |

|  | Indoeuropeo       |
|  |                   |
|  | Urálico           |
|  |                   |
|  | Altaico*          |
|  |                   |
|  | Yucaguir          |
|  |                   |
|  | Eskimo-aleutiano  |
|  |                   |
|  | Chukoto-kamchatka |
|  |                   |

|  | Dené-yeniseas                                |
|  |                                              |
|  | Sinotibetano                                 |
|  |                                              |
|  | Caucásico septentrional / vasco / burushaski |
|  |                                              |

|  | Austroasiático                                                    |
|  |                                                                   |
|  | Miao-yao                                                          |
|  |                                                                   |
|  | \| \| Daico (tai-kadai) \| \| \| \| \| \| Austronesio \| \| \| \| |
|  |                                                                   |
|  | Daico (tai-kadai)                                                 |
|  |                                                                   |
|  | Austronesio                                                       |
|  |                                                                   |

|  | Daico (tai-kadai) |
|  |                   |
|  | Austronesio       |
|  |                   |

|  | Austroasiático                                                    |
|  |                                                                   |
|  | Miao-yao                                                          |
|  |                                                                   |
|  | \| \| Daico (tai-kadai) \| \| \| \| \| \| Austronesio \| \| \| \| |
|  |                                                                   |
|  | Daico (tai-kadai)                                                 |
|  |                                                                   |
|  | Austronesio                                                       |
|  |                                                                   |

|  | Daico (tai-kadai) |
|  |                   |
|  | Austronesio       |
|  |                   |

|  | Indopacífico* |
|  |               |
|  | Australiano*  |
|  |               |

|  | Austroasiático                                                    |
|  |                                                                   |
|  | Miao-yao                                                          |
|  |                                                                   |
|  | \| \| Daico (tai-kadai) \| \| \| \| \| \| Austronesio \| \| \| \| |
|  |                                                                   |
|  | Daico (tai-kadai)                                                 |
|  |                                                                   |
|  | Austronesio                                                       |
|  |                                                                   |

|  | Daico (tai-kadai) |
|  |                   |
|  | Austronesio       |
|  |                   |

|  | Austroasiático                                                    |
|  |                                                                   |
|  | Miao-yao                                                          |
|  |                                                                   |
|  | \| \| Daico (tai-kadai) \| \| \| \| \| \| Austronesio \| \| \| \| |
|  |                                                                   |
|  | Daico (tai-kadai)                                                 |
|  |                                                                   |
|  | Austronesio                                                       |
|  |                                                                   |

|  | Daico (tai-kadai) |
|  |                   |
|  | Austronesio       |
|  |                   |

|  | Indopacífico* |
|  |               |
|  | Australiano*  |
|  |               |

|                  | Joisán*                                                              |
|                  |                                                                      |
| Congo‑sahariano* | \| \| Níger-congoleño* \| \| \| \| \| \| Nilo-sahariano* \| \| \| \| |
|                  | \| \| Níger-congoleño* \| \| \| \| \| \| Nilo-sahariano* \| \| \| \| |
|                  | Níger-congoleño*                                                     |
|                  |                                                                      |
|                  | Nilo-sahariano*                                                      |
|                  |                                                                      |

|  | Níger-congoleño* |
|  |                  |
|  | Nilo-sahariano*  |
|  |                  |

|               | Afroasiático |
|               | |
|               | Dravídico |
|               | |
|               | Karveliano (Cáucaso sur) |
|               | |
| Euroasiático* | \| \| Indoeuropeo \| \| \| \| \| \| Urálico \| \| \| \| \| \| Altaico* \| \| \| \| \| \| Yucaguir \| \| \| \| \| \| Eskimo-aleutiano \| \| \| \| \| \| Chukoto-kamchatka \| \| \| \| |
|               | \| \| Indoeuropeo \| \| \| \| \| \| Urálico \| \| \| \| \| \| Altaico* \| \| \| \| \| \| Yucaguir \| \| \| \| \| \| Eskimo-aleutiano \| \| \| \| \| \| Chukoto-kamchatka \| \| \| \| |
|               | Amerindio* |
|               | |
|               | Indoeuropeo |
|               | |
|               | Urálico |
|               | |
|               | Altaico* |
|               | |
|               | Yucaguir |
|               | |
|               | Eskimo-aleutiano |
|               | |
|               | Chukoto-kamchatka |
|               | |

|  | Indoeuropeo       |
|  |                   |
|  | Urálico           |
|  |                   |
|  | Altaico*          |
|  |                   |
|  | Yucaguir          |
|  |                   |
|  | Eskimo-aleutiano  |
|  |                   |
|  | Chukoto-kamchatka |
|  |                   |

|  | Dené-yeniseas                                |
|  |                                              |
|  | Sinotibetano                                 |
|  |                                              |
|  | Caucásico septentrional / vasco / burushaski |
|  |                                              |

|               | Afroasiático |
|               | |
|               | Dravídico |
|               | |
|               | Karveliano (Cáucaso sur) |
|               | |
| Euroasiático* | \| \| Indoeuropeo \| \| \| \| \| \| Urálico \| \| \| \| \| \| Altaico* \| \| \| \| \| \| Yucaguir \| \| \| \| \| \| Eskimo-aleutiano \| \| \| \| \| \| Chukoto-kamchatka \| \| \| \| |
|               | \| \| Indoeuropeo \| \| \| \| \| \| Urálico \| \| \| \| \| \| Altaico* \| \| \| \| \| \| Yucaguir \| \| \| \| \| \| Eskimo-aleutiano \| \| \| \| \| \| Chukoto-kamchatka \| \| \| \| |
|               | Amerindio* |
|               | |
|               | Indoeuropeo |
|               | |
|               | Urálico |
|               | |
|               | Altaico* |
|               | |
|               | Yucaguir |
|               | |
|               | Eskimo-aleutiano |
|               | |
|               | Chukoto-kamchatka |
|               | |

|  | Indoeuropeo       |
|  |                   |
|  | Urálico           |
|  |                   |
|  | Altaico*          |
|  |                   |
|  | Yucaguir          |
|  |                   |
|  | Eskimo-aleutiano  |
|  |                   |
|  | Chukoto-kamchatka |
|  |                   |

|  | Dené-yeniseas                                |
|  |                                              |
|  | Sinotibetano                                 |
|  |                                              |
|  | Caucásico septentrional / vasco / burushaski |
|  |                                              |

|  | Austroasiático                                                    |
|  |                                                                   |
|  | Miao-yao                                                          |
|  |                                                                   |
|  | \| \| Daico (tai-kadai) \| \| \| \| \| \| Austronesio \| \| \| \| |
|  |                                                                   |
|  | Daico (tai-kadai)                                                 |
|  |                                                                   |
|  | Austronesio                                                       |
|  |                                                                   |

|  | Daico (tai-kadai) |
|  |                   |
|  | Austronesio       |
|  |                   |

|  | Austroasiático                                                    |
|  |                                                                   |
|  | Miao-yao                                                          |
|  |                                                                   |
|  | \| \| Daico (tai-kadai) \| \| \| \| \| \| Austronesio \| \| \| \| |
|  |                                                                   |
|  | Daico (tai-kadai)                                                 |
|  |                                                                   |
|  | Austronesio                                                       |
|  |                                                                   |

|  | Daico (tai-kadai) |
|  |                   |
|  | Austronesio       |
|  |                   |

|  | Indopacífico* |
|  |               |
|  | Australiano*  |
|  |               |

|  | Austroasiático                                                    |
|  |                                                                   |
|  | Miao-yao                                                          |
|  |                                                                   |
|  | \| \| Daico (tai-kadai) \| \| \| \| \| \| Austronesio \| \| \| \| |
|  |                                                                   |
|  | Daico (tai-kadai)                                                 |
|  |                                                                   |
|  | Austronesio                                                       |
|  |                                                                   |

|  | Daico (tai-kadai) |
|  |                   |
|  | Austronesio       |
|  |                   |

|  | Austroasiático                                                    |
|  |                                                                   |
|  | Miao-yao                                                          |
|  |                                                                   |
|  | \| \| Daico (tai-kadai) \| \| \| \| \| \| Austronesio \| \| \| \| |
|  |                                                                   |
|  | Daico (tai-kadai)                                                 |
|  |                                                                   |
|  | Austronesio                                                       |
|  |                                                                   |

|  | Daico (tai-kadai) |
|  |                   |
|  | Austronesio       |
|  |                   |

|  | Indopacífico* |
|  |               |
|  | Australiano*  |
|  |               |

|               | Afroasiático |
|               | |
|               | Dravídico |
|               | |
|               | Karveliano (Cáucaso sur) |
|               | |
| Euroasiático* | \| \| Indoeuropeo \| \| \| \| \| \| Urálico \| \| \| \| \| \| Altaico* \| \| \| \| \| \| Yucaguir \| \| \| \| \| \| Eskimo-aleutiano \| \| \| \| \| \| Chukoto-kamchatka \| \| \| \| |
|               | \| \| Indoeuropeo \| \| \| \| \| \| Urálico \| \| \| \| \| \| Altaico* \| \| \| \| \| \| Yucaguir \| \| \| \| \| \| Eskimo-aleutiano \| \| \| \| \| \| Chukoto-kamchatka \| \| \| \| |
|               | Amerindio* |
|               | |
|               | Indoeuropeo |
|               | |
|               | Urálico |
|               | |
|               | Altaico* |
|               | |
|               | Yucaguir |
|               | |
|               | Eskimo-aleutiano |
|               | |
|               | Chukoto-kamchatka |
|               | |

|  | Indoeuropeo       |
|  |                   |
|  | Urálico           |
|  |                   |
|  | Altaico*          |
|  |                   |
|  | Yucaguir          |
|  |                   |
|  | Eskimo-aleutiano  |
|  |                   |
|  | Chukoto-kamchatka |
|  |                   |

|  | Dené-yeniseas                                |
|  |                                              |
|  | Sinotibetano                                 |
|  |                                              |
|  | Caucásico septentrional / vasco / burushaski |
|  |                                              |

|               | Afroasiático |
|               | |
|               | Dravídico |
|               | |
|               | Karveliano (Cáucaso sur) |
|               | |
| Euroasiático* | \| \| Indoeuropeo \| \| \| \| \| \| Urálico \| \| \| \| \| \| Altaico* \| \| \| \| \| \| Yucaguir \| \| \| \| \| \| Eskimo-aleutiano \| \| \| \| \| \| Chukoto-kamchatka \| \| \| \| |
|               | \| \| Indoeuropeo \| \| \| \| \| \| Urálico \| \| \| \| \| \| Altaico* \| \| \| \| \| \| Yucaguir \| \| \| \| \| \| Eskimo-aleutiano \| \| \| \| \| \| Chukoto-kamchatka \| \| \| \| |
|               | Amerindio* |
|               | |
|               | Indoeuropeo |
|               | |
|               | Urálico |
|               | |
|               | Altaico* |
|               | |
|               | Yucaguir |
|               | |
|               | Eskimo-aleutiano |
|               | |
|               | Chukoto-kamchatka |
|               | |

|  | Indoeuropeo       |
|  |                   |
|  | Urálico           |
|  |                   |
|  | Altaico*          |
|  |                   |
|  | Yucaguir          |
|  |                   |
|  | Eskimo-aleutiano  |
|  |                   |
|  | Chukoto-kamchatka |
|  |                   |

|  | Dené-yeniseas                                |
|  |                                              |
|  | Sinotibetano                                 |
|  |                                              |
|  | Caucásico septentrional / vasco / burushaski |
|  |                                              |

|  | Austroasiático                                                    |
|  |                                                                   |
|  | Miao-yao                                                          |
|  |                                                                   |
|  | \| \| Daico (tai-kadai) \| \| \| \| \| \| Austronesio \| \| \| \| |
|  |                                                                   |
|  | Daico (tai-kadai)                                                 |
|  |                                                                   |
|  | Austronesio                                                       |
|  |                                                                   |

|  | Daico (tai-kadai) |
|  |                   |
|  | Austronesio       |
|  |                   |

|  | Austroasiático                                                    |
|  |                                                                   |
|  | Miao-yao                                                          |
|  |                                                                   |
|  | \| \| Daico (tai-kadai) \| \| \| \| \| \| Austronesio \| \| \| \| |
|  |                                                                   |
|  | Daico (tai-kadai)                                                 |
|  |                                                                   |
|  | Austronesio                                                       |
|  |                                                                   |

|  | Daico (tai-kadai) |
|  |                   |
|  | Austronesio       |
|  |                   |

|  | Indopacífico* |
|  |               |
|  | Australiano*  |
|  |               |

|  | Austroasiático                                                    |
|  |                                                                   |
|  | Miao-yao                                                          |
|  |                                                                   |
|  | \| \| Daico (tai-kadai) \| \| \| \| \| \| Austronesio \| \| \| \| |
|  |                                                                   |
|  | Daico (tai-kadai)                                                 |
|  |                                                                   |
|  | Austronesio                                                       |
|  |                                                                   |

|  | Daico (tai-kadai) |
|  |                   |
|  | Austronesio       |
|  |                   |

|  | Austroasiático                                                    |
|  |                                                                   |
|  | Miao-yao                                                          |
|  |                                                                   |
|  | \| \| Daico (tai-kadai) \| \| \| \| \| \| Austronesio \| \| \| \| |
|  |                                                                   |
|  | Daico (tai-kadai)                                                 |
|  |                                                                   |
|  | Austronesio                                                       |
|  |                                                                   |

|  | Daico (tai-kadai) |
|  |                   |
|  | Austronesio       |
|  |                   |

|  | Indopacífico* |
|  |               |
|  | Australiano*  |
|  |               |